# Apollon Racing
Pour les articles homonymes, voir Apollon (homonymie).
Apollon est une très éphémère écurie de Formule 1 suisse fondée par le pilote automobile suisse Loris Kessel grâce au soutien de la manufacture d'horlogerie Tissot et de la section locale du Jolly Club.

## Historique
Loris Kessel, pilote modeste qui n'a réussi à se qualifier qu'à trois reprises en Grand Prix en 1976, n'a pas réussi à obtenir de volant en 1977 et est contraint de monter sa propre écurie pour pouvoir poursuivre sa carrière en Formule 1. Grâce à ses généreux soutiens financiers, il achète à Frank Williams, qui ne court pas en 1977 à la suite du schisme avec Walter Wolf, une Williams FW04 à moteur V8 Cosworth de la saison précédente et la rebaptise Apollon Fly. 
La FW04 n'avait engrangé aucun point l'année précédente et seul Jacques Laffite a réussi à la classer dans les points en 1975. Il ne faut donc pas attendre de miracle d'une monoplace dépassée au palmarès quasi-vierge. L'Apollon est engagée dès le début de la saison mais est indisponible pour les quatre premières courses. La Fly débute au Grand Prix d'Italie mais Kessel ne parvient pas à se qualifier. Il perd la confiance du Jolly Club, retire son écurie du championnat et abandonne la compétition automobile.

## Résultats en championnat du monde de Formule 1
| Saison | Écurie                 | Châssis     | Moteur              | Pneus    | Pilotes      | Grands Prix disputés | Points inscrits | Classement |
| ------ | ---------------------- | ----------- | ------------------- | -------- | ------------ | -------------------- | --------------- | ---------- |
| 1977   | Jolly Club Switzerland | Apollon Fly | Ford-Cosworh DFV V8 | Goodyear | Loris Kessel | 0                    | 0               | Non classé |

| Saison | Écurie                 | Châssis     | Moteur               | Pneumatiques | Pilotes      | Courses | Courses | Courses | Courses | Courses | Courses | Courses | Courses | Courses | Courses | Courses | Courses | Courses | Courses | Courses | Courses | Courses | Points inscrits | Classement |
| Saison | Écurie                 | Châssis     | Moteur               | Pneumatiques | Pilotes      | 1       | 2       | 3       | 4       | 5       | 6       | 7       | 8       | 9       | 10      | 11      | 12      | 13      | 14      | 15      | 16      | 17      | Points inscrits | Classement |
| ------ | ---------------------- | ----------- | -------------------- | ------------ | ------------ | ------- | ------- | ------- | ------- | ------- | ------- | ------- | ------- | ------- | ------- | ------- | ------- | ------- | ------- | ------- | ------- | ------- | --------------- | ---------- |
| 1977   | Jolly Club Switzerland | Apollon Fly | Ford-Cosworth DFV V8 | Goodyear     |              | ARG     | BRÉ     | AFS     | USO     | ESP     | MON     | BEL     | SUÈ     | FRA     | GBR     | ALL     | AUT     | P-B     | ITA     | USE     | CAN     | JAP     | 0               | Non classé |
| 1977   | Jolly Club Switzerland | Apollon Fly | Ford-Cosworth DFV V8 | Goodyear     | Loris Kessel |         |         |         |         |         |         | Forf    |         | Forf    |         |         | Forf    | Forf    | Nq      |         |         |         | 0               | Non classé |

Légende : ici 